# Артур фон Ербах-Ербах
Франц Артур Лудвиг Адалберт фон Ербах-Ербах (на немски: Franz Arthur Ludwig Adalber Graf von Erbach-Erbach) е граф на Ербах-Ербах, политик и народен представител във Велико херцогство Хесен.

## Биография
Роден е на 1 септември 1849 година в дворец Еулбах в Михелщат, Оденвалд. Той е шестият син син (от девет деца) на граф Франц Еберхард фон Ербах-Ербах-Вартенберг-Рот (1818 – 1884), господар на Бройберг, и съпругата му Клотилда София Адела Фердинанда Емма фон Ербах-Фюрстенау (1826 – 1871), дъщеря на граф генерал-майор Албрехт фон Ербах-Фюрстенау (1787 – 1851) и принцеса Луиза София Емилия фон Хоенлое-Нойенщайн-Ингелфинген (1788 – 1859).
Артур фон Ербах-Ербах следва от 1868 г. право в университета в Хайделберг и от 1869 г. в пруската Форстакадемия в Хан. Мюнден. През 1871 – 1903 г. той е камер-директор в Ербах. От 1905 до 1908 г. е член на Първата камера на 32- и 33. Ландтаг на Велико херцогство Хесен като заместник на брат си управляващия граф Георг Албрехт IV фон Ербах-Ербах (1844 – 1915), става ръководител на „христиан-социалната партия“ в окръг Ербах.
Умира на 59 години на 7 юни 1908 г. в Ербах на 58-годишна възраст. Погребан е в Михелщат.

## Фамилия
Артур фон Ербах-Ербах се жени на 8 октомври 1878 г. в Еберсдорф, Тюрингия, за принцеса Мария Фридерика фон Бентхайм-Текленбург (* 31 март 1857, Клархолц; † 17 ноември 1939, Хайделберг), дъщеря на принц Адолф фон Бентхайм-Текленбург-Реда (1804 – 1874) и принцеса Анна Ройс (1822 – 1902). Те имат трима сина:
- Франц Александер Конрад Еберхард Ернст Густав Хайнрих Хуго (* 8 септември 1881, Ербах; † 17 ноември 1940, Ербах), граф на Ербах-Ербах и Вартенберг-Рот, женен на 10 октомври 1922 г. в Ербах (развод 5 юли 1923) за принцеса Олга фон Липе (* 9 декември 1885, Щрасбург; † 2 март 1973, Бюдинген), внучка на граф Юлиус фон Липе-Бистерфелд (1812 – 1884), дъщеря на граф Фридрих Карл Оскар Хайнрих фон Липе-Бистерфелд (1852 – 1892) и принцеса Мария Доротея фон Льовенщайн-Вертхайм-Фройденберг (1861 – 1941); няма деца
- Франц Еберхард Георг Алберт Карл Артур Адалберт Лудвиг (* 10 ноември 1886, Ербах; † 11 февруари 1917, при влакова катастрофа близо до Кронщат, Зибенбюрген)
- Франц Аклександер Георг Албрехт Ернст Еберхард Алфред Артур (* 16 септември 1891, Ербах; † 21 януари 1952, ловен дворец Еулбах, Оденвалд), граф на Ербах-Ербах и Вартенберг-Рот, женен на 26 юли 1920 г. в Ербах за графиня Криста фон Цюлов (* 21 юни 1894, Витенберг ан дер Елбе; † 15 август 1962, Ербах), дъщеря на Аделберт фон Цюлов и Вилхелмина фон Цихлински; има два сина:
  - Франц Еберхард Артур Аделберт Конрад Рихард Ернст Август(* 23 август 1922, Еулбах; † 23 ноември 1943, Невел в битка в Русия на 21 години), наследствен граф
  - Франц Август Густав Адам Хубертус Фридрих Вилхелм Ханс Карл (* 5 февруари 1925, Ербах; † 2 октомври 2015), женен на 27 март 1952 г. в Аролзен за принцеса Маргарета София Шарлота фон Валдек-Пирмонт (* 22 май 1923, Мюнхен; † 21 август 2003, Ербах); има дъщеря и син